# Bachtaj
Bachtaj (ros. Бахтай) – wieś (sieło) w Rosji, w obwodzie irkuckim, w rejonie ałarskim Ust-Ordyńskiego Okręgu Buriackiego. W 2010 liczyła 698 mieszkańców.

## Urodzeni
- Michej Jerbanow